# 巴蛇
巴蛇是中国古時相傳能吞食大象的蛇，經過三年，象的骨頭才被吐出。記載於《山海經·海內南經》。在唐代裴铏《传奇》里，有蒋武射死巴蛇的故事。

## 文化意义
後世將這種以小吞大的情形，用來比喻人心的貪婪無度。